# 飛鳥凜
飛鳥凛（日语：／ Asuka Rin，1991年3月28日—），日本女演員、藝人。出身於大阪府。AGAPE所屬。身高166cm。A型血。

## 人物、簡歷
2006年，飛鳥凜通過了藝人經紀公司星塵傳播的試鏡，進入了演藝圈。
2007年，她以電視劇《淺草福丸旅館》演員出道，並逐漸開始在廣告、舞台、大銀幕上展現自己的才華。並以電影《天使給的禮物》而首次亮相。
2008年，她在恐怖電影《裂嘴女2》裡首次擔任主演。5月，她在電影《暮蟬悲鳴時》中飾演主角園崎魅音。隨後，她主演的電視劇《最後的郵件》也開始在BS朝日正式播出。12月，其主演的電影《絕地生存制服少女I》公開上映。
2009年，因在特別電視劇《假面騎士W》（朝日電視台系列）裡飾演園咲若菜一角而受到關注。她也以同一作品裡角色的名字發行了首張CD。
她將在2015年10月22日開演的舞台劇《惡靈古堡 THE STAGE》上飾演遊戲中出現的人氣角色蕾貝卡·錢伯斯。
2016年在《舞台版 其實我是…》上飾演女主角白神葉子。
2017年2月，她主演了《禁斷之百合》（導演：中田秀夫），該片是紀念日活羅曼色情45週年的「浪漫色情電影重啟計畫」中的電影之一。後來，她發行了自己的第一本寫真集《凛》，其中也包括裸體。
她主演的電影《豢養殺人鬼的女人》於2019年4月上映。
2022年12月12日，她出席了在新宿Wald9舉行的V-Cinema Next《假面騎士聖刃：深罪的三重奏》完成舞台歡迎會，回顧了自《假面騎士W》以來時隔許久首次參與特攝作品的經歷。

## 演出

### 電影
- 天使給的禮物（日语：天使がくれたもの）（2007年9月29日，PAL企劃（日语：パル企画））—飾 小百合
- 裂嘴女2（日语：口裂け女2）（2008年3月22日，Jolly Roger（日语：ジョリー・ロジャー (企業)））—主演：飾 澤田真弓（裂嘴女）
- 暮蟬悲鳴時（2008年5月10日，Phantom Film（日语：ファントム・フィルム））—飾 園崎魅音（日语：園崎魅音）[5]
  - 暮蟬悲鳴時誓（2009年4月18日）
- 同學會（日语：同窓会 (映画)）（2008年8月16日，SPO（日语：エスピーオー））—飾 石川繪里（高中時期）
- 偵探三人組 Retur→ns TRIPLE COMPLEX RETURNS（日语：トリコン!!! triple complex）（2008年10月11日，SUPER VISION（日语：スーパー・ビジョン (企業)））—飾 葛城瞳
- 絕地生存制服少女I（日语：制服サバイガール）（2008年12月6日，Art Port（日语：アートポート））—主演：飾 夏目櫻[8]
  - 絕地生存制服少女II（2008年12月6日）
- 假面騎士系列（東映）—飾 園咲若菜
  - 假面騎士×假面騎士 W & Decade Movie大戰2010（2009年12月12日）
  - 假面騎士W Forever A至Z/命運的Gaia Memory（2010年8月7日）
- （2011年8月20日，SDP（日语：スターダストピクチャーズ））—飾 西川麗奈[17]
- PIECE ～記憶的碎片～（2012年9月1日，東映）—飾 五味遙[18]
- 羅曼色情片（日语：日活ロマンポルノ）REBOOT 禁斷之百合（日语：ホワイトリリー）（R18+版）（2017年2月11日，日活）—主演：飾 結城春香[19]
- 星夜下的寵物（2017年9月9日，Canter）—飾 佐倉美紀[20]
- 除蚤武士（日语：のみとり侍）（2018年5月18日，東寶）—飾 阿仙[21]
- 豢養殺人鬼的女人（日语：殺人鬼を飼う女）（2019年4月12日，KADOKAWA）—主演：飾 京子[14]
- HERO ～2020～（2020年6月19日，BEST BRAIN）—飾 轟奈美[22]
- 劇場版 殺意的道程（日语：殺意の道程）（2021年2月5日，WOWOW）—飾 室岡的情人[23]
- 噬謊者（2022年2月11日，華納兄弟）

### 電視劇
- 淺草福丸旅館（日语：浅草ふくまる旅館） 第2話（2007年1月15日，TBS）—飾 園田純子
- 手機搜查官7（2008年4月2日—2009年3月18日，東京電視台）—飾 唐崎晶
- 星新一極短篇小說（日语：星新一ショートショート） 「命運」（2008年6月23日，NHK）
- 弘惠的路標（2008年7月7日 - 8月25日，大阪電視台／大阪電氣通信大學（日语：大阪電気通信大学））—飾 中本好子
- 最後的郵件（日语：ラストメール）（2008年10月16日—12月19日，BS朝日）—主演：飾 渡瀨希美[6]
- 媽媽的逆襲 ～我家的整建戰爭～（2009年7月31日，NHK大阪）—飾 三原沙織
- 假面騎士W（2009年9月6日—2010年8月29日，朝日電視台）—飾 園咲若菜[15]
- 週一黃金（日语：月曜ゴールデン） 流浪魔術師 麻理子之殺人事件檔案（2010年2月8日，TBS）—飾 本宮聰美
- 世界奇妙物語 20週年秋季特別篇 ～人氣作家競演篇～（日语：世にも奇妙な物語 20周年スペシャル・秋 〜人気作家競演編〜） 「燔祭」（2010年10月4日，富士電視台）—飾 多田雪江
- 鐵拳對鋼拳 第7話（2011年8月17日，日本電視台）—飾 真冬
- 福岡戀愛白書7 ～兩個愛情故事～（日语：福岡恋愛白書） 「我想看到你的笑容」（2012年3月24日，九州朝日放送）—飾 佐竹奈美
- 新·迷宮先生 第2話（2012年4月26日，朝日電視台）—飾 平野百合惠
- 毛骨悚然撞鬼現場 第3話、第4話（2012年7月26日、8月2日，關西電視台）—主演：飾 林紗江
- 末班車再見（日语：終電バイバイ） 第6話（2013年2月18日，TBS）—飾 導遊的情人
- 聖誕節劇場 天使與跳躍（日语：天使とジャンプ）（2013年12月23日—24日，NHK）—飾 阿部柚希
- Dr.DMAT 第1話—第4話（2014年1月9日—30日，TBS）—飾 相澤美紀
- White Lab ～警視廳特別科學搜查班～ 第1話（2014年4月14日，TBS）—飾 淺倉彩音
- 來自劇場靈的邀請函 第1話（2015年10月17日[注 1]，TBS）—飾 沖田悠美
- 警視廳搜查一課9係 season11 第1話（2016年4月6日，朝日電視台）—飾 柳瀨香
- 一個都不留 第4話（2016年8月7日，日本電視台）—飾 三宅彩夏
- 深夜中的百貨店 ～歡迎來到秘密房間～ 第21話（2016年8月23日，BS JAPAN）
- 羅曼色情（日语：日活ロマンポルノ）REBOOT 禁斷之百合（日语：ホワイトリリー）（R15+）（2017年2月11日深夜，BS SKY Perfect！（日语：BSスカパー!））
- 解開GHQ秘密活動的謎團！失落的約櫃傳說…猶太人的寶藏埋藏在日本!?（2017年6月10日，BS東視）—飾 名取由奈[24]
- DEAD STOCK ～未知的挑戰～（日语：デッドストック〜未知への挑戦〜） 第1話（2017年7月22日，東京電視台）—飾 松本志保[25]
- 流浪溫泉♨遠藤憲一（日语：さすらい温泉 遠藤憲一） 第5話（2019年2月14日，東京電視台）—飾 久美[26]
- 相棒 Season18 第16話（2020年2月19日，朝日電視台）—飾 齋藤理沙[27]
- 秘密×戰士 幻影甜心！ 第53話（2020年4月12日，東京電視台）—飾 白井優子[28]
- 殺意的道程（日语：殺意の道程）（2020年11月24日，WOWOW Prime）—飾 室岡的情人[29]
- 貓男友 -養了個少年-（日语：少年を飼う#テレビドラマ）（2023年10月8日—12月24日，BS東視）—飾 遠野結[30]

### 非戲院首映
- 制霸（日语：制覇 (オリジナルビデオ)）14（2017年）—飾 真知子
- 日本統一（日语：日本統一）24～（2017年～）—飾 美南 役
- 日本統一外傳 ～山崎一門～（日语：日本統一外伝）1、2（2020年）—飾 美南
- 日本統一外傳 田村悠人（日语：日本統一外伝）1、2（2021年）—飾 美南
- 日本統一劇集合集Ⅲ 首領的愛（日语：日本統一外伝）（2021年）—飾 美南
- 假面騎士聖刃：深罪的三重奏（2022年）—飾 立花結菜／假面騎士Falchion[15][16]

### 網路電影
- 網路版 假面騎士W FOREVER A至Z之爆笑26連發（2010年）—飾 園咲若菜

### 網路電視劇
- 手機戀愛劇 100場戀愛 Vol.2 作品NO.2 親愛的純粉紅 ～英雄篇～（2008年6月，i-mode／EZweb（日语：EZweb）／Yahoo！攜帶（日语：Yahoo!ケータイ））—飾 泉
- PANTENE 灰姑娘企劃 櫻花色（2012年3月17日，Facebook）—飾 由里
- img「[31]」（2021年5月19日—25日，ZAIKO（日语：ZAIKO））—飾 桐山佳奈
- THE BAD LOUSERS Season2（2022年3月7日，YouTube）
- 日本統一 北海道篇（2022年10月10日，ZU-NEXT（日语：U-NEXT））—飾 美南[32]

### 舞台
- 彩遊記（2007年11月7日—11日，劇院V赤坂）—飾 玉兔公主
- 11個小謊言（2011年7月15日—18日，銀座MIYUKI館劇場（日语：銀座みゆき館劇場））—飾 三橋惠理乃
- 惡靈古堡 THE STAGE（2015年10月—11月，EX THEATER ROPPONGI）—飾 蕾貝卡·錢伯斯 [9]
- 銀岩鹽（日语：銀岩塩）vol.1『地球藝術新線 神聖創造物』 ～這位老人比任何人都年輕～（2015年12月30日—2016年1月3日，本多劇場（日语：本多劇場））[33]
- 煉愛學獄；舞台（2016年3月2日—6日，新宿村Live）—飾 冰河煉子
- 舞台版 其實我是…（2016年5月11日—15日，新宿村LIVE）—飾 白神葉子[10]
- 舞台 魔法陣都市（2017年3月29日—4月2日，新宿太陽購物中心劇場（日语：シアターサンモール））—飾 奇蒂·菲尼爾[34]
- 野薔薇理髮院（2017年6月14日—18日，淺草九劇）—飾 小朋[35]
- 鳥獸奇譚（2017年7月29日—30日）—主演[36]
- Odd Entertainment「魔幻組曲 稜鏡娜娜 星光舞台」（2017年9月13日—18日，陽光劇場（日语：サンシャイン劇場））—飾 淺木蘭[37]
- （2018年1月24日—28日，綠色劇場（日语：シアターグリーン）大樹劇院）
- 怪奇幻想歌劇「微笑的吸血鬼」（2018年4月19日—22日，全勞濟會館SPACE ZERO（日语：スペース・ゼロ））—飾 宮脇留奈[38]
- tetsutaro produceVol.4「鯨魚之歌」（2018年8月22日—9月2日，Geki地下Liberty）[39]
- Good-bye（2018年6月21日—7月1日，THE POCKET）[40]
- 伊賀的新娘 其三『狡猾的女人』篇（2019年2月2日—11日，三越劇場）[41]
- 大家的歌（2019年4月10日—14日，劇場MOMO）[42]
- （2019年6月5日—16日，淺草九劇）
- 舞台「HERO」～2019 夏～（2019年7月31日—8月4日，東京HULIC大廳（日语：ヒューリックホール東京））[43]
- 曾幾何時我們（2019年11月21日—12月1日，魚屋三重丸三軒茶屋店）[44]
- Avenue X theater vol.1『藍色情人節 ～X大道吹來的風帶來美妙的旋律～』（2020年2月18日—25日，博品館劇場）[45]

### 廣播節目
- DJ Tomoaki's Radio Show！（日语：DJ Tomoaki's Radio Show!）（2009年10月15日，下北FM）—助理主持人

### 廣告
- Bourbon（日语：ブルボン） （2007年4月—）
- 明治乳業 明治好喝牛乳（2009年9月—）
- HITACHI Wooo（日语：Wooo）（2010年4月—）—網路限定／導航
- Pip SLIM WALK（2012年4月—）
- 辰巳企劃（2012年10月—）
- GULLIVER INTERNATIONAL（日语：IDOM） 中古車GULLIVER（2013年1月—）
- PRINCE HOTELS（日语：プリンスホテル） PRINCE SNOW RESORTS（2014年12月—）

### PV
- 柴幸 「invitation」（2006年8月9日）
- V6 「HONEY BEAT（日语：HONEY BEAT/僕と僕らのあした）」（2007年1月31日）
- Sakura Merry-Men（日语：サクラメリーメン） 「KORONA（日语：コロナ (曲)）」（2007年4月25日）
- 平井堅 「夢的彼端」（2011年6月8日）—專輯《JAPANESE SINGER》收錄歌曲
- KG（日语：KG (歌手)） 「你的光芒」（2012年3月21日）

### 書誌
- 中原中也、立原道造（日语：立原道造） 等《生命詩集》（SDP Bunko）—封面＋凹版照片

## 作品

### 音樂
- （2008年，發佈限定，電影《裂嘴女2（日语：口裂け女2）》主題歌）
- Dream Wave（該歌曲收錄於2013年發行的裡。它在2008年左右被當作歌曲演唱，但當時還沒有被製作成音源。）

### DVD
- and friend（2010年9月21日發行）

### 數位寫真+影片收藏集
- side A/side B（2011年10月5日發行，攝影：中村功，Fan+（日语：ファンプラス）、G THE TELEVISION PLUS發佈）

### 寫真集
- 《凛》（2017年2月7日，講談社）ISBN 978-4062204859
- （2019年7月29日，小學館，攝影：橋本雅司）

## 園若菜名義
在2009年的《假面騎士W》裡，她飾演一位當紅藝人，實際上以園咲若菜的名義活動。
- 網路廣播節目《園咲若菜的治癒公主》—自由談話部分的內容由飛鳥凜決定，而她自己回應說她「會以真實的自我去做」。
- 音樂「Naturally（日语：Naturally (飛鳥凛の曲)）」（2010年1月27日，avex Entertainment）

## 腳註

## 外部連結
- 飛鳥凜｜AGAPE （日語）
- 飛鳥凜的X（前Twitter） （日語）
- 飛鳥凜的Instagram帳戶 （日語）